# Eudorella tridentata
Eudorella tridentata är en kräftdjursart som beskrevs av Hart 1930. Eudorella tridentata ingår i släktet Eudorella och familjen Leuconidae. Inga underarter finns listade i Catalogue of Life.